# Clyde Hunswijk
Clyde Hunswijk is een Surinaams bestuurder. Hij is sinds 2020 districtscommissaris van Marowijne-Noordoost.

## Biografie

### Opleiding
Clyde Hunswijk volgde het imeao en daarna de Voortgezette Algemene Ambtenaren Opleiding. In 2009 slaagde hij voor zijn bachelorgraad in bestuurskunde, waarvoor hij een afstudeeropdracht schreef over decentralisatie. In de avonduren volgde hij sindsdien de masteropleiding in duurzame ontwikkeling aan de AdeKUS. Hiervoor slaagde hij in de tweede helft van de jaren 2010.

### Ressortssecretaris Albina
In 2001 trad hij in dienst van het ministerie van Regionale Ontwikkeling. Hij was rond 2012 districtssecretaris van Marowijne. Daarnaast stond hij aan de leiding van het ressort Albina. Begin oktober 2012 werd hij uit zijn functie als ressortleider ontheven en overgeplaatst naar het ressort Paramacca. Hij was in die tijd overgestapt van de politieke partij ABOP naar de NDP, wat volgens een bron van Starnieuws in verband zou hebben gestaan met zijn overplaatsing. Zijn lidmaatschap van de NDP zegde hij later weer op.
In 2013 was hij voorzitter van de Agrocom (Agro Coöperatie Moengo).

### Districtscommissaris
Rond 12 augustus 2020 dook zijn naam op als een van de kandidaten voor het ambt van districtscommissaris (dc) en op 25 augustus werd hij samen met de andere kandidaten beëdigd, met voor Hunswijk het bestuursgebied Marowijne-Noordoost met Albina als hoofdplaats.
Begin september, tijdens de coronacrisis in Suriname, reisde hij tijdens een coronagolf met een regeringsdelegatie naar Frans-Guyana, waar het aantal besmettingen op dat moment stabiel was. De delegatie wilde bereiken dat een groep Surinaamse kinderen hun lessen daar konden blijven volgen. Aan Franse zijde werd echter geen toestemming verleend. In februari 2021 sloot hij de praktijk van de natuurgenezer Germain May, nadat die voor onrust had gezorgd in de samenleving vanwege kruidenmiddeljes (oso dresi) die mensen zou kunnen genezen van COVID-19.
Toen de begraafplaats van Albina in november 2020 overvol bleek en sommige mensen begraven werden op een plek die al bezet was, stelde hij een begraafverbod in waardoor eerst uitgeweken moest worden naar Moengo. Medio december wees hij nieuw gebied aan dat geopend kon worden langs de Oost-Westverbinding, nabij het Streekziekenhuis Marwina.